# Cantone di Corbie
Il Cantone di Corbie è una divisione amministrativa degli arrondissement di Amiens e di Péronne.
A seguito della riforma complessiva dei cantoni del 2014 è passato da 23 a 40 comuni.

## Composizione
Prima della riforma del 2014 comprendeva i comuni di:
- Aubigny
- Baizieux
- Bonnay
- Bresle
- Bussy-lès-Daours
- Corbie
- Daours
- Fouilloy
- Franvillers
- Le Hamel
- Hamelet
- Heilly
- Hénencourt
- Lahoussoye
- Lamotte-Brebière
- Lamotte-Warfusée
- Marcelcave
- Ribemont-sur-Ancre
- Vaire-sous-Corbie
- Vaux-sur-Somme
- Vecquemont
- Villers-Bretonneux
- Warloy-Baillon

Dal 2015 comprende i comuni di:
- Baizieux
- Bavelincourt
- Beaucourt-sur-l'Hallue
- Béhencourt
- Bonnay
- Bresle
- Cerisy
- Chipilly
- Contay
- Corbie
- Fouilloy
- Franvillers
- Fréchencourt
- Le Hamel
- Hamelet
- Heilly
- Hénencourt
- Lahoussoye
- Lamotte-Warfusée
- Marcelcave
- Méricourt-l'Abbé
- Mirvaux
- Molliens-au-Bois
- Montigny-sur-l'Hallue
- Morcourt
- Naours
- Pierregot
- Pont-Noyelles
- Ribemont-sur-Ancre
- Rubempré
- Sailly-Laurette
- Sailly-le-Sec
- Talmas
- Treux
- Vadencourt
- Vaire-sous-Corbie
- Vaux-sur-Somme
- La Vicogne
- Wargnies
- Warloy-Baillon